# Tivus
Tivus és una de les primeres empreses a integrar televisió d'alta definició sobre protocol IP en el sector de l'hostaleria. Tivus combina les millors característiques de la televisió, el contingut a la carta, i Internet en estat pur. Tivus ofereix una interfície gràfica, a on cadascú pot escollir què veure i quan veureu.

## Companyia

### Història
Tivus va ser fundada l'any 2009 com una empresa pública a Delaware, Estats Units. El fundador i actual president és Shiva Prakash. Anticipant-se a una ràpida disminució dels ingressos de la televisió a causa de l'arribada dels Smartphones, Prakash va tenir la idea d'un nou sistema per renovar l'accés i distribució de continguts multimèdia a l'hostaleria. Durant uns mesos, l'equip de l'empresa va treballar per crear un sistema que sigui capaç d'inserir anuncis sense problemes en els sistemes de video de televisió a través d'IPTV.
Per primer cop el sector de l'hostaleria, l'entreteniment és ara una plataforma multifacètica que generar ingressos, fins ara, sense explotar. Tivus ha assolit drets per inserir anuncis des de nivell nacional a anuncis dirigis individualment a cada consumidor.
En el 2011, l'empresa Tivus va instal·lar la seva última millora amb una bona resposta tant de consumidors com d'empresaris. Aquesta millora s'anomena TIVUS' e-SmarTVs. És una millora única en aquest sector, t'ofereix gaudir d'Internet com si estiguessis a casa. Pots utilitzar Facebook, Youtube, veure les últimes pel·lícules, i utilitzar el Netflix.

### Associacions
Per fer possible el servei que ofereix aquesta empresa, Tivus ha hagut de relacionar-se i crear associacions amb altres empreses del sector. Actualment, en té dues: Falcon IP/Complete i InfoValue.
L'associació entre Tivus i Falcon IP/Complete es va dur a terme per integrar el sistema als Estats Units. Falcon IP/Complete és una empresa que proporciona protocol d'Internet (IP), precursor del "triple play", que combina veu, dades i vídeo d'alta definició, incloent el lliurament d'IPTV a través de cable coaxial, i la infraestructura de telecomunicacions de fibra.
InfoValue és reconeguda per les innovacions i els avenços en la tecnologia d'IPTV que ha marcat el ritme en el rendiment, l'escalabilitat i la intel·ligència. InfoValue QuickVideo, és una plataforma IPTV que és compatible en tots els estàndards d'arquitectura oberta i s'optimitza amb tecnologies innovadores i patentades. InfoValue QuickVideo és utilitzat tant per companyies de telecomunicacions, com per empreses, governs, institucions educatives, proveïdors d'hostaleria, i emissores d'arreu del món. InfoValue Suit TV és el servei que s'utilitza específicament amb el sector de l'hostaleria i pel cual s'ha dut a terme aquesta associació.

## Producte
Tivus combina diferents avanços tecnològics dins del món del contingut multimèdia, i la telemàtica, per oferir diferents productes dins del servei IPTV sobre l'hostaleria.
Els productes es diferencien entre si, depenent del propòsit final del consumidor: mirar una pel·lícula ja emmagatzemada a la base de dades de Tivus, consultar internet, o mirar un canal específic de televisió. Sabent els diferents necessitats que pot tenir el consumidor, Tivus pot oferir 3 productes:
- e-SmarTV és una interfície gràfica connectada a la televisió que et connecta, mitjançant un cable coaxial o un cable Ethernet, a tot el contingut audiovisual i Internet disponible.
- e-SmartRoom permet als consumidors veure i interectuar amb Internet d'alta velocitat, entreteniment i serveis de comerç electrònic mitjançant la televisió de l'hotel, o bé utilitzant el mateix ordinador personal. El client també pot connectar la seva consola de videojocs al servei d'Internet d'alta velocitat.
- IP sobre cable coaxial es connecta fàcilment a la xarxa d'un hotel de distribució existent a través d'un cable coaxial. Aquest maquinàri ofereix a l'hotel personalització completa del contingut, limitat solament pel que l'hotel requereix.